# Cymbopogon mekongensis
Cymbopogon mekongensis är en gräsart som beskrevs av Aimée Antoinette Camus. Cymbopogon mekongensis ingår i släktet Cymbopogon, och familjen gräs. Inga underarter finns listade i Catalogue of Life.